# Sakura Andō
Sakura Andō (安藤 サクラ Andō Sakura?,  Tokio, 18 de febrero de 1986) es una actriz japonesa, afiliada a humanitè Inc.[cita requerida]

## Biografía
Andō nació el 18 de febrero de 1986 en la ciudad de Tokio, Japón. Es hija del actor y director Eiji Okuda, y la ensayista y tarento Kazu Andō. Tiene una hermana mayor por cuatro años, Momoko, quien es directora de cine. Su bisabuelo materno fue Inukai Tsuyoshi, primer ministro de Japón entre 1931-32. Comenzó su carrera en 2007 y ganó el premio a la mejor actriz de reparto en el Festival de Cine de Yokohama de 2010 por sus papeles en Love Exposure, Kuhio taisa y Tsumitoka batsutoka. También fue nominada para el premio a la mejor actriz de reparto en los premios Asian Film Awards 2010 por A Crowd of Three.
En 2012, apareció en el drama de televisión Shokuzai de Kiyoshi Kurosawa. También ha aparecido en películas como The Samurai That Night, Kazoku no kuni y Petal Dance. En 2015, Andō recibió el Premio Cut Above a la mejor interpretación en los Japan Cuts.

## Filmografía

### Películas
- Love Exposure (2008)
- Kuhio taisa (2009)
- Tsumitoka batsutoka (2009)
- Sweet Little Lies (2010)
- A Crowd of Three (2010)
- Kazoku no kuni (2012)
- For Love's Sake (2012)
- The Samurai That Night (2012)
- Petal Dance (2013)
- Kiiroi Zou (2013)
- Homeland (2014)
- Otoko no Isshō (2014)
- 0.5 mm (2014)
- Hyakuen no koi (2014)
- Shirakawa Yofune (2015)
- Dias Police: Dirty Yellow Boys (2016)
- Reminiscences (2017)
- A Boy Who Wished to be Okuda Tamio And A Girl Who Drove All Men Crazy (2017)
- Shimajima kaisha (2017)
- Destiny: The Tale of Kamakura (2017)
- Manbiki Kazoku (2018)
- Monster (2023)
- Godzilla Minus One (2023)

### Televisión
- Soredemo, Ikite Yuku (2011)
- Shokuzai (2012)
- Mamagoto (2016)